# Eagle River (Wisconsin)
Eagle River es una ciudad ubicada en el condado de Vilas en el estado estadounidense de Wisconsin. En el Censo de 2010 tenía una población de 1.398 habitantes y una densidad poblacional de 168,94 personas por km².

## Geografía
Eagle River se encuentra ubicada en las coordenadas 45°55′29″N 89°15′29″O / 45.92472, -89.25806. Según la Oficina del Censo de los Estados Unidos, Eagle River tiene una superficie total de 8.28 km², de la cual 7.84 km² corresponden a tierra firme y (5.26%) 0.44 km² es agua.

## Demografía
Según el censo de 2010, había 1.398 personas residiendo en Eagle River. La densidad de población era de 168,94 hab./km². De los 1.398 habitantes, Eagle River estaba compuesto por el 92.99% blancos, el 0.79% eran afroamericanos, el 3.51% eran amerindios, el 0.07% eran asiáticos, el 0% eran isleños del Pacífico, el 1.07% eran de otras razas y el 1.57% pertenecían a dos o más razas. Del total de la población el 1.86% eran hispanos o latinos de cualquier raza.